# Le Mans Series 2004
Pierwszy sezon Le Mans Series rozpoczął się 9 maja na torze Autodromo Nazionale di Monza we Włoszech, a zakończył się 12 września na torze Circuit de Spa-Francorchamps w Belgii. Tytuł zdobył zespół Audi Sport UK Team Veloqx.

## Wyniki
| Runda | Tor         | Data        | LMP1 Zwycięski zespół       | LMP2 Zwycięski zespół                       | GTS Zwycięski zespół                        | GT Zwycięski zespół               | Wyniki |
| Runda | Tor         | Data        | LMP1 Zwycięzcy              | LMP2 Zwycięzcy                              | GTS Zwycięzcy                               | GT Zwycięzcy                      | Wyniki |
| ----- | ----------- | ----------- | --------------------------- | ------------------------------------------- | ------------------------------------------- | --------------------------------- | ------ |
| 1     | Monza       | 9 maja      | Audi Sport UK Veloqx        | PiR Compétition                             | Larbre Compétition                          | Freisinger Motorsport             | Wyniki |
| 1     | Monza       | 9 maja      | Johnny Herbert Jamie Davies | Marc Rostan Pierre Bruneau                  | Christophe Bouchut Pedro Lamy Steve Zacchia | Stéphane Ortelli Romain Dumas     | Wyniki |
| 2     | Nürburgring | 4 lipca     | Audi Sport UK Veloqx        | Courage Compétition                         | Larbre Compétition                          | Cirtek Motorsport                 | Wyniki |
| 2     | Nürburgring | 4 lipca     | Allan McNish Pierre Kaffer  | Jean-Marc Gounon Alexander Frei Sam Hancock | Christophe Bouchut Pedro Lamy Steve Zacchia | Sascha Maassen Adam Jones         | Wyniki |
| 3     | Silverstone | 13 sierpnia | Audi Sport UK Veloqx        | Courage Compétition                         | Larbre Compétition                          | JMB Racing                        | Wyniki |
| 3     | Silverstone | 13 sierpnia | Allan McNish Pierre Kaffer  | Jean-Marc Gounon Alexander Frei Sam Hancock | Christophe Bouchut Pedro Lamy Steve Zacchia | Stéphane Daoudi Roman Rusinov     | Wyniki |
| 4     | Spa         | 12 września | Audi Sport UK Veloqx        | Courage Compétition                         | Larbre Compétition                          | Freisinger Motorsport             | Wyniki |
| 4     | Spa         | 12 września | Johnny Herbert Jamie Davies | Jonathan Cochet Alexander Frei Sam Hancock  | Christophe Bouchut Pedro Lamy Steve Zacchia | Stéphane Ortelli Emmanuel Collard | Wyniki |

## Klasyfikacje generalne
| Legenda oznaczeń w tabelach wyników Wyświetl szablon na nowej stronie | Legenda oznaczeń w tabelach wyników Wyświetl szablon na nowej stronie                                                                     |
| Oznaczenie                                                            | Wyjaśnienie |
| --------------------------------------------------------------------- | --- |
| Złoty                                                                 | Zwycięzca lub mistrzostwo |
| Srebrny                                                               | 2. miejsce lub wicemistrzostwo |
| Brązowy                                                               | 3. miejsce lub II wicemistrzostwo |
| Zielony                                                               | Ukończył, punktował (w klasyfikacji generalnej, gdy zdobył co najmniej jeden punkt na przestrzeni sezonu, poza trzema powyższymi opcjami) |
| Niebieski                                                             | Ukończył, nie punktował (w klasyfikacji generalnej, gdy nie zdobył co najmniej jednego punktu na przestrzeni sezonu)                      |
| Czerwony                                                              | Nie zakwalifikował się (NZ) |
| Czerwony                                                              | Nie prekwalifikował się (NPK) |
| Różowy                                                                | Nie ukończył (NU) |
| Różowy                                                                | Niesklasyfikowany (NS) (w klasyfikacji generalnej, gdy nie został sklasyfikowany w żadnym wyścigu sezonu)                                 |
| Czarny                                                                | Zdyskwalifikowany (DK) |
| Czarny                                                                | Wykluczony (WYK/EX) |
| Biały                                                                 | Nie wystartował (NW) |
| Biały                                                                 | Kontuzjowany (K/INJ) |
| Biały                                                                 | Wyścig odwołany (OD/C) |
| Bez koloru                                                            | Został wycofany (WYC/WD) |
| Bez koloru                                                            | Nie przybył (NP/DNA) |
| Bez koloru                                                            | Nie brał udziału w treningach (NT/DNP) |
| Bez koloru                                                            | Nie został zgłoszony (–) |
| Pogrubienie                                                           | Start z pole position |
| Kursywa                                                               | Najszybsze okrążenie wyścigu |
| †                                                                     | Nie ukończył, ale jego rezultat został zaliczony ze względu na przejechanie więcej niż 90% dystansu wyścigu.                              |
| *                                                                     | Sezon w trakcie |
| 1/2/3                                                                 | Punktowana pozycja w sprincie kwalifikacyjnym                                                                                             |
| Lista systemów punktacji Formuły 1                                    | |

### Klasyfikacja LMP1
| Poz. | Nr. | Zespół                    | MON | NÜR | SIL | SPA | Punkty |
| ---- | --- | ------------------------- | --- | --- | --- | --- | ------ |
| 1    | #88 | Audi Sport UK Team Veloqx | 10  | 8   | 6   | 10  | 34     |
| 2    | #8  | Audi Sport UK Team Veloqx | 8   | 10  | 10  |     | 28     |
| 3    | #5  | Team Goh                  | 6   | 5   | 8   | 8   | 27     |
| 4    | #3  | Creation Autosportif      |     | 6   |     | 6   | 12     |
| 5    | #7  | RML                       | 2   | 2   | 2   | 4   | 10     |
| 6=   | #17 | Pescarolo Sport           | 5   | 4   |     |     | 9      |
| 6=   | #69 | Team Jota                 |     | 1   | 3   | 5   | 9      |
| 8=   | #6  | Rollcentre Racing         | 4   | 3   | 1   |     | 8      |
| 8=   | #22 | Zytek Engineering         | 3   |     | 5   |     | 8      |
| 10   | #14 | Team Nasamax              | 1   |     | 4   |     | 5      |
| 11   | #11 | Larbre Compétition        |     |     |     | 3   | 3      |
| Poz. | Nr. | Zespół                    | MON | NÜR | SIL | SPA | Punkty |

### Klasyfikacja LMP2
| Poz. | Nr. | Zespół               | MON | NÜR | SIL | SPA | Punkty |
| ---- | --- | -------------------- | --- | --- | --- | --- | ------ |
| 1    | #13 | Courage Compétition  |     | 10  | 10  | 10  | 30     |
| 2    | #99 | PiR Compétition      | 10  | 8   | 5   | 3   | 26     |
| 3    | #27 | Tracsport            |     | 6   | 4   | 5   | 15     |
| 4    | #36 | Gerard Welter        |     |     | 8   | 6   | 14     |
| 5    | #26 | Paul Belmondo Racing |     |     |     | 8   | 8      |
| 6    | #31 | Equipe Palmyr        |     |     | 6   |     | 6      |
| 7    | #35 | G-Force Racing       |     | 5   |     |     | 5      |
| 8    | #32 | Lucchini Engineering |     |     |     | 4   | 4      |
| Poz. | Nr. | Zespół               | MON | NÜR | SIL | SPA | Punkty |

### Klasyfikacja GTS
| Poz. | Nr. | Zespół                             | MON | NÜR | SIL | SPA | Punkty |
| ---- | --- | ---------------------------------- | --- | --- | --- | --- | ------ |
| 1    | #86 | Larbre Compétition                 | 10  | 10  | 5   | 10  | 35     |
| 2    | #61 | Barron Connor Racing               | 8   | 5   | 2.5 | 5   | 20.5   |
| 3    | #62 | Barron Connor Racing               |     | 4   | 4   | 6   | 14     |
| 4    | #52 | Graham Nash Motorsport             |     | 6   | 3   | 4   | 13     |
| 5=   | #59 | Vitaphone Racing Konrad Motorsport |     | 8   |     |     | 8      |
| 5=   | #87 | Larbre Compétition                 |     |     |     | 8   | 8      |
| Poz. | Nr. | Zespół                             | MON | NÜR | SIL | SPA | Punkty |

† - Połowa punktów z powodu braku uczestników

### Klasyfikacja GT
| Poz. | Nr. | Zespół                         | MON | NÜR | SIL | SPA | Punkty |
| ---- | --- | ------------------------------ | --- | --- | --- | --- | ------ |
| 1    | #80 | Sebah Automotive Ltd.          | 4   | 8   | 8   | 6   | 26     |
| 2    | #70 | JMB Racing                     | 8   | 3   | 10  | 4   | 25     |
| 3    | #85 | Freisinger Motorsport          | 10  |     | 4   | 10  | 24     |
| 4    | #93 | Cirtek Motorsport              | 3   | 10  |     | 8   | 21     |
| 5    | #77 | Choro Q Racing Team            | 6   | 6   | 1   |     | 13     |
| 6    | #84 | Seikel Motorsport              | 1   | 5   | 5   | 1   | 12     |
| 7    | #81 | Farnbacher Racing              |     |     | 6   | 5   | 11     |
| 8    | #81 | The Racer's Group              | 5   |     |     |     | 5      |
| 9=   | #92 | Cirtek Motorsport              | 2   | 2   |     |     | 4      |
| 9=   | #97 | Auto Palace                    |     | 4   |     |     | 4      |
| 11=  | #91 | Racesport Salisbury            |     | 1   | 2   |     | 3      |
| 11=  | #89 | Chamberlain-Synergy Motorsport |     |     | 3   |     | 3      |
| 11=  | #90 | T2M Motorsport                 |     |     |     | 3   | 3      |
| 14   | #75 | Autorlando Sport               |     |     |     | 2   | 2      |
| Poz. | Nr. | Zespół                         | MON | NÜR | SIL | SPA | Punkty |